# La paneo kaj aliaj noveloj
La paneo kaj aliaj noveloj (La Panne et autres nouvelles) est un recueil de douze nouvelles originellement écrites en espéranto par Serĝo Elgo (pseudonyme de Georges Lagrange) sorti en 1998 aux éditions IEM à Vienne.

## Contenu

### Sub la ruĝa ĉielo (Sous le ciel rouge)
Dans un futur lointain, un grand-père et son petit-fils discutent. Le petit-fils pose des questions sur le monde qui les entoure. « Pourquoi le ciel est-il tout rouge ? » « Pourquoi pleut-il sans cesse ? » Le grand-père explique qu'autrefois il n'en était pas ainsi ; autrefois, les gens n'étaient pas obligés de vivre dans les zones polaires, mais l'expansion du soleil, se transformant en supernova, a fait se réchauffer les océans jusqu'à ébullition, créant autour de l'Équateur une zone où toute forme de vie était impossible. Le petit-fils se demande s'il devra, lui aussi, partir sur Calypso comme déjà d'autres êtres humains l'ont fait.

### La Paneo (La Panne)
Marc se réveille au milieu d'un bois, sa voiture en panne. Que lui est-il arrivé ? Des souvenirs lui reviennent en tête ; il était parti réparer un poste de télévision pour un client de longue date. En traversant le bois, sa voiture tombe en panne ; impossible de la faire redémarrer ; il trouve une chaussure de femme et voit un chien ; il le suit jusqu'à une petite maison au milieu du bois. Une vieille femme tricote dans un coin et l'invite à rentrer ; une jeune fille et un jeune garçon jouent ensemble. Le brouillard se levant, il ne peut plus sortir et se fait inviter pour le repas.